# Motte Quiquempois
La motte Quiquempois est une motte féodale située sur le territoire de Villeneuve-d'Ascq,
dans le département du Nord, en région Hauts-de-France. 
La motte castrale fait l’objet d’un classement au titre des monuments historiques par arrêté du 8 novembre 1978.

## Historique
La motte Quiquempois est une motte féodale érigée au début du XIIIe siècle par Gilbert de Bourghelles près d’un parc de chasse dans les marais entre Flers-lez-Lille et Annappes.
Vers la fin du XIIIe siècle, la maison forte de Quiquempois est incendiée par les troupes de Philippe le Bel lors des combats qui l'opposent au duc de Flandre, Gui de Dampierre.
L'ouvrage se situe aujourd’hui sur une presqu’île du lac de Quiquempois du parc urbain de Villeneuve-d'Ascq.

## Galerie

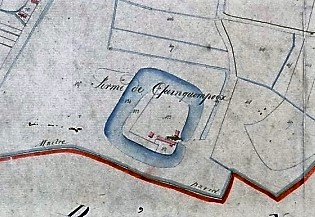
Situation sur le cadastre de 1825
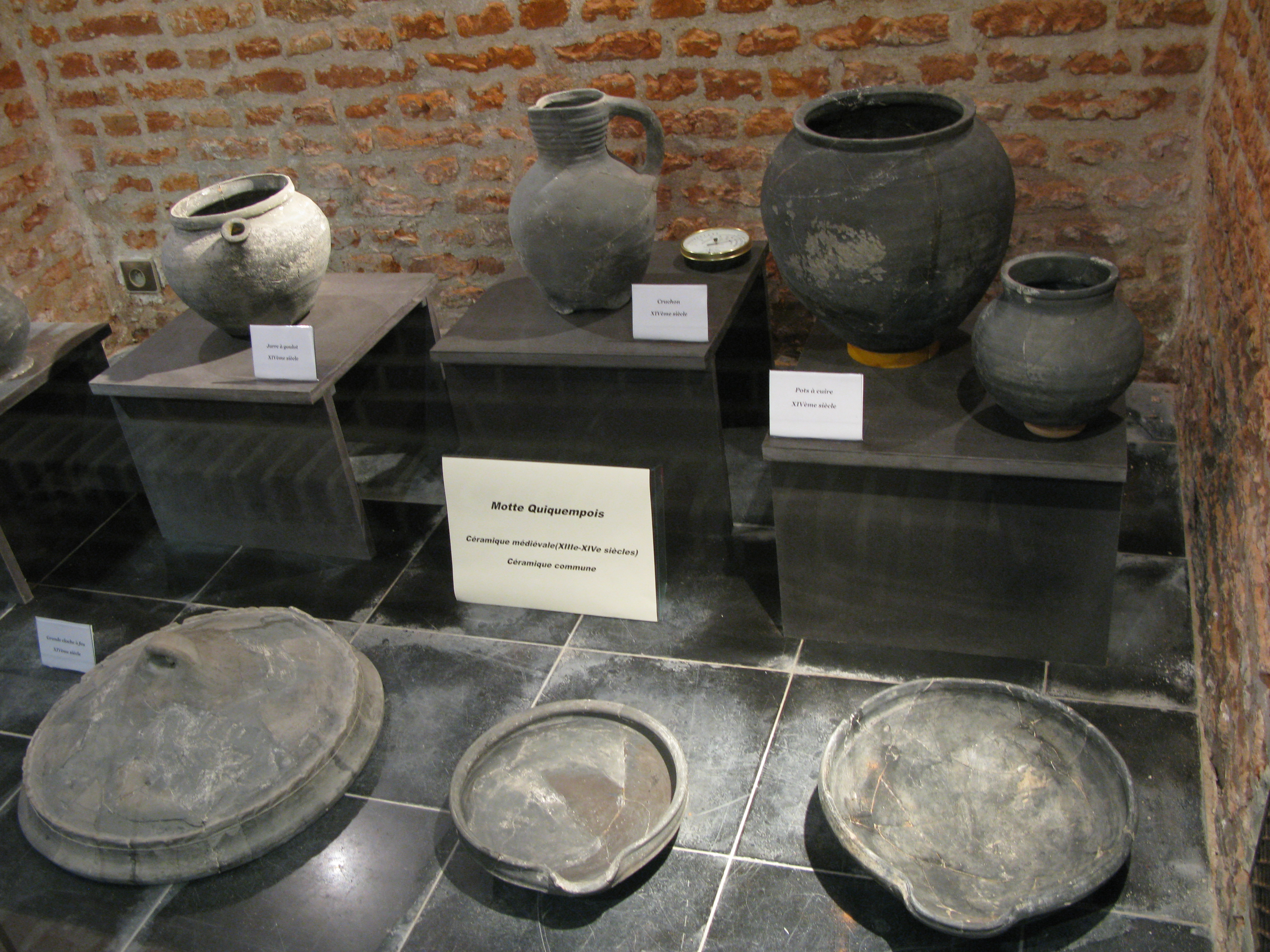
Exposition de céramiques trouvées sur site